# Hệ thống phân loại các chương trình truyền hình
Hệ thống phân loại các chương trình truyền hình, hoặc Hệ thống phân loại phim truyền hình, là một hệ thống đánh giá và xếp loại các chương trình truyền hình theo nội dung mà nó truyền tải, từ đó gắn nhãn, phân chia độ tuổi xem thích hợp. Ví dụ, những nội dung như phim hoạt hình thiếu nhi sẽ được gắn nhãn "dành cho mọi độ tuổi". Ngược lại, những nội dung mang hình ảnh, ngôn từ khơi gợi tình dục, bạo lực hoặc sử dụng các chất kích thích sẽ được hạn chế, có thể chỉ dành cho người lớn. Nhiệm vụ đánh giá này được giao cho một hội đồng kiểm duyệt gồm chuyên gia về xã hội và tâm lý học, tội phạm học và truyền hình.
Tuy nhiên, việc dán nhãn độ tuổi cho các bộ phim, chương trình truyền hình là một vấn đề khó thực thi, hiệu quả nhiều khi không cao. Đối với phim điện ảnh chiếu tại rạp, nhân viên bán vé có thể kiểm soát rõ ràng những ai đủ độ tuổi được vào rạp, còn phim truyền hình thì lại không thể làm được như vậy (phim truyền hình chiếu tới tivi từng hộ gia đình nên không thể kiểm tra người xem tivi đã đủ tuổi hay chưa, việc giám sát buộc phải phụ thuộc vào phụ huynh trong từng gia đình, nhưng nhiều khi cha mẹ bận công việc nên cũng không thể giám sát con mình xem cái gì trên tivi).
Một số nước áp dụng phương thức "chiếu theo giờ", theo đó những nội dung không phù hợp với trẻ em (có cảnh nóng, bạo lực, ngôn từ tục tĩu...) chỉ được phát sóng vào đêm khuya (ví dụ như từ 23h tối hôm trước đến 5h sáng hôm sau), khi trẻ em đã đi ngủ. Nhưng với sự ra đời của Internet vào cuối thập niên 1990, biện pháp này đã dần bị vô hiệu hóa, bởi những bộ phim, chương trình truyền hình có thể được ghi lại và phát sóng trên internet để xem vào bất kỳ lúc nào, trẻ em cũng có thể dễ dàng tìm kiếm và xem được, như vậy việc phân loại theo giờ chiếu không mang lại hiệu quả nữa.
Hiện nay, nhiều người cho rằng việc dán nhãn phân loại độ tuổi cho phim truyền hình không còn hiệu quả nữa mà còn có thể gây phản tác dụng, bởi chúng gợi ra sự tò mò của những đứa trẻ và càng thôi thúc trẻ em lên Internet để xem những bộ phim được cho là không phù hợp với lứa tuổi của chúng (hiện tượng quả cấm). Do đó, hiện nay việc kiểm duyệt phim đã được nhiều nước áp dụng không chỉ với phim chiếu trên truyền hình mà còn áp dụng với cả phim ảnh, video ca nhạc (MV) được phát hành trên mạng internet. Theo đó, cá nhân hoặc tổ chức muốn đăng tải phim ảnh, video ca nhạc lên mạng internet thì phải được cơ quan kiểm duyệt cấp phép, nếu không tuân thủ sẽ bị phạt nặng. Ví dụ như Hàn Quốc đã đưa ra quy định: từ tháng 8/2012, mọi bộ phim, video ca nhạc (MV) chỉ được phép đăng tải lên mạng sau khi đã chịu sự kiểm duyệt của Bộ Xếp loại truyền thông Hàn Quốc.

## Trên thế giới
| Quốc gia/Độ tuổi            | 0/1          | 2            | 3            | 4            | 5            | 6            | 7            | 8            | 9            | 10           | 11           | 12           | 13           | 14           | 15           | 16           | 17           | 18      | 19      | 20      | 21      | Khác   | Khung giờ phát sóng |
| --------------------------- | ------------ | ------------ | ------------ | ------------ | ------------ | ------------ | ------------ | ------------ | ------------ | ------------ | ------------ | ------------ | ------------ | ------------ | ------------ | ------------ | ------------ | ------- | ------- | ------- | ------- | ------ | --- |
| Argentina                   | ATP          | ATP          | ATP          | ATP          | ATP          | ATP          | ATP          | ATP          | ATP          | ATP          | ATP          | ATP          | +13          | +13          | +13          | +16          | +16          | +18     | +18     | +18     | +18     | N/A    | +13 +16 +18: Từ 10:00 tối đến 7:00 sáng hôm sau                                                                               |
| Úc                          | G            | G            | G            | G            | G            | G            | G            | G            | G            | G            | G            | G            | G            | G            | M            | M            | M            | R18+    | R18+    | R18+    | R18+    | E      | |
| Úc                          | PG           | PG           | PG           | PG           | PG           | PG           | PG           | PG           | PG           | PG           | PG           | PG           | PG           | PG           | MA15+        | MA15+        | MA15+        | R18+    | R18+    | R18+    | R18+    | E      | |
| Úc                          | P            | P            | P            | P            | C            | C            | C            | C            | C            | C            | C            | C            | C            | N/A          | AV15+        | AV15+        | AV15+        | X18+    | X18+    | X18+    | X18+    | E      | |
| Brasil                      | L            | L            | L            | L            | L            | L            | L            | L            | L            | 10           | 10           | 12           | 12           | 14           | 14           | 16           | 16           | 18      | 18      | 18      | 18      | N/A    | N/A |
| Canada · (bên ngoài Quebec) | G            | G            | G            | G            | G            | G            | G            | PG           | PG           | PG           | PG           | PG           | PG           | 14+          | 14+          | 14+          | 14+          | 18+     | 18+     | 18+     | 18+     | E      | |
| Canada · (bên ngoài Quebec) | C            | C            | C            | C            | C            | C            | C            | C8           | C8           | C8           | C8           | C8           | C8           | 14+          | 14+          | 14+          | 14+          | 18+     | 18+     | 18+     | 18+     | E      | |
| (bên trong Quebec)          | G            | G            | G            | G            | G            | G            | G            | 8            | 8            | 8            | 8            | 8            | 13           | 13           | 13           | 16           | 16           | 18      | 18      | 18      | 18      | E      | |
| Chile                       | F            | F            | F            | F            | F            | F            | F            | F            | F            | F            | F            | R            | R            | R            | R            | R            | R            | A       | A       | A       | A       | N/A    | A: Từ 10:00 tối đến 7:00 sáng hôm sau                                                                                         |
| Chile                       | I            | I            | I            | I            | I            | I            | I7           | I7           | I7           | I10          | I10          | I12          | I12          | I12          | I12          | I12          | I12          | A       | A       | A       | A       | N/A    | A: Từ 10:00 tối đến 7:00 sáng hôm sau                                                                                         |
| Colombia                    | PTA          | PTA          | PTA          | PTA          | PTA          | PTA          | PTA          | PTA          | PTA          | PTA          | PTA          | Adultos      | Adultos      | Adultos      | Adultos      | Adultos      | Adultos      | Adultos | Adultos | Adultos | Adultos | N/A    | |
| Ecuador                     | A            | A            | A            | A            | A            | A            | A            | A            | A            | A            | A            | B            | B            | B            | B            | B            | B            | C       | C       | C       | C       | N/A    | C: Từ 10:00 tối đến 6:00 sáng hôm sau                                                                                         |
| Phần Lan                    | S            | S            | S            | S            | S            | S            | K7           | K7           | K7           | K7           | K7           | K12          | K12          | K12          | K12          | K16          | K16          | K18     | K18     | K18     | K18     | N/A    | |
| Pháp                        | Pas de notes | Pas de notes | Pas de notes | Pas de notes | Pas de notes | Pas de notes | Pas de notes | Pas de notes | Pas de notes | 10           | 10           | 12           | 12           | 12           | 12           | 16           | 16           | 18      | 18      | 18      | 18      | N/A    | 12: Từ 10:00 tối đến 5:00 sáng hôm sau 16: Từ 10:30 tối đến 5:00 sáng hôm sau 18: Từ 12:00 tối đến 5:00 sáng hôm sau          |
| Đức                         | Unrated      | Unrated      | Unrated      | Unrated      | Unrated      | Unrated      | Unrated      | Unrated      | Unrated      | Unrated      | Unrated      | Unrated      | Unrated      | Unrated      | Unrated      | 16           | 16           | 18      | 18      | 18      | 18      | N/A    | 16: Từ 10:00 tối đến 6:00 sáng hôm sau 18: Từ 11:00 tối đến 6:00 sáng hôm sau                                                 |
| Hy Lạp                      | ALL          | ALL          | ALL          | ALL          | ALL          | ALL          | ALL          | ALL          | ALL          | Children     | Children     | PCR          | PCR          | PCR          | 15           | 15           | 15           | X       | X       | X       | X       | N/A    | |
| Hồng Kông                   | G            | G            | G            | G            | G            | G            | G            | G            | G            | G            | G            | G            | G            | G            | G            | G            | G            | M       | M       | M       | M       | N/A    | |
| Hồng Kông                   | PG           |              |              |              |              |              |              |              |              |              |              |              |              |              |              |              |              | M       | M       | M       | M       | N/A    | |
| Hungary                     | Unrated      | Unrated      | Unrated      | Unrated      | Unrated      | 6            | 6            | 6            | 6            | 6            | 6            | 12           | 12           | 12           | 12           | 16           | 16           | 18      | 18      | 18      | 18      | N/A    | N/A |
| Hungary                     | GY           |              |              |              |              | 6            | 6            | 6            | 6            | 6            | 6            | 12           | 12           | 12           | 12           | 16           | 16           | 18      | 18      | 18      | 18      | N/A    | N/A |
| Ấn Độ                       | U            | U            | U            | U            | U            | U            | U            | U            | U            | U            | U            | UA           | UA           | UA           | UA           | UA           | UA           | A       | A       | A       | A       | S      | N/A |
| Indonesia                   | N/A          | SU           | SU           | SU           | SU           | SU           | A–BO         | A–BO         | A–BO         | A–BO         | A–BO         | A–BO         | R–BO         | R–BO         | R–BO         | R–BO         | R–BO         | D       | D       | D       | D       | N/A    | D: Từ 10:00 tối đến 3:00 sáng hôm sau                                                                                         |
| Indonesia                   | N/A          | P–BO         |              |              |              |              | A–BO         | A–BO         | A–BO         | A–BO         | A–BO         | A–BO         | R–BO         | R–BO         | R–BO         | R–BO         | R–BO         | D       | D       | D       | D       | N/A    | D: Từ 10:00 tối đến 3:00 sáng hôm sau                                                                                         |
| Indonesia                   | N/A          | P            | P            | P            | P            | P            | A            | A            | A            | A            | A            | A            | R            | R            | R            | R            | R            | D       | D       | D       | D       | N/A    | D: Từ 10:00 tối đến 3:00 sáng hôm sau                                                                                         |
| Malaysia                    | U            | U            | U            | U            | U            | U            | U            | U            | U            | U            | U            | U            | P13          | P13          | P13          | P13          | P13          | 18      | 18      | 18      | 18      | N/A    | 18: Từ 10:00 tối đến 5:00 sáng hôm sau                                                                                        |
| México                      | A            | A            | A            | A            | A            | A            | A            | A            | A            | A            | A            | B            | B            | B            | B-15         | B-15         | B-15         | C       | C       | C       | C       | N/A    | |
| México                      | AA           | AA           | AA           | AA           | AA           | AA           | AA           | AA           | AA           | AA           | AA           | B            | B            | B            | B-15         | B-15         | B-15         | D       | D       | D       | D       | N/A    | |
| Hà Lan                      | AL           | AL           | AL           | AL           | AL           | 6            | 6            | 6            | 9            | 9            | 9            | 12           | 12           | 12           | 12           | 16           | 16           | 16      | 16      | 16      | 16      | N/A    | |
| New Zealand                 | G            | G            | G            | G            | G            | G            | G            | G            | G            | G            | G            | G            | G            | G            | G            | M            | M            | AO      | AO      | AO      | AO      | N/A    | |
| New Zealand                 | PGR          | PGR          | PGR          | PGR          | PGR          | PGR          | PGR          | PGR          | PGR          | PGR          | PGR          | PGR          | PGR          | N/A          | N/A          | 16           | 16           | 18      | 18      | 18      | 18      | N/A    | |
| Na Uy                       | All ages     | All ages     | All ages     | All ages     | All ages     | 6            | 6            | 6            | 9            | 9            | 9            | 12           | 12           | 12           | 15           | 15           | 15           | 18      | 18      | 18      | 18      | N/A    | |
| Peru                        | apt          | apt          | apt          | apt          | apt          | apt          | apt          | apt          | apt          | apt          | apt          | apt          | apt          | 14           | 14           | 14           | 14           | 18      | 18      | 18      | 18      | N/A    | |
| Philippines                 | G            | G            | G            | G            | G            | G            | G            | G            | G            | G            | G            | G            | SPG          | SPG          | SPG          | SPG          | SPG          | SPG     | SPG     | SPG     | SPG     | N/A    | N/A |
| Philippines                 | PG           |              |              |              |              |              |              |              |              |              |              |              | SPG          | SPG          | SPG          | SPG          | SPG          | SPG     | SPG     | SPG     | SPG     | N/A    | N/A |
| Ba Lan                      | BO           | BO           | BO           | BO           | BO           | BO           | 7            | 7            | 7            | 7            | 7            | 12           | 12           | 12           | 12           | 16           | 16           | 18      | 18      | 18      | 18      | N/A    | |
| Bồ Đào Nha                  | T            | T            | T            | T            | T            | T            | T            | T            | T            | AP 10        | AP 10        | AP 12        | AP 12        | AP 12        | AP 12        | 16           | 16           | 16      | 16      | 16      | 16      | N/A    | |
| Rumani                      | Unrated      | Unrated      | Unrated      | Unrated      | Unrated      | Unrated      | Unrated      | Unrated      | Unrated      | Unrated      | Unrated      | 12           | 12           | 12           | 15           | 15           | 15           | 18      | 18      | 18      | 18      | N/A    | N/A |
| Rumani                      | AP           |              |              |              |              |              |              |              |              |              |              | 12           | 12           | 12           | 15           | 15           | 15           | 18      | 18      | 18      | 18      | N/A    | N/A |
| Nga                         | 0+           | 0+           | 0+           | 0+           | 0+           | 6+           | 6+           | 6+           | 6+           | 6+           | 6+           | 12+          | 12+          | 12+          | 12+          | 16+          | 16+          | 18+     | 18+     | 18+     | 18+     | N/A    | 18+: Từ 11:00 tối đến 4:00 sáng hôm sau                                                                                       |
| Singapore                   | G            | G            | G            | G            | G            | G            | G            | G            | G            | G            | G            | G            | PG13         | PG13         | PG13         | NC16         | NC16         | M18     | M18     | M18     | R21     | N/A    | PG13: Từ 10:00 tối đến 6:00 sáng hôm sau M18: Từ 10:00 tối đến 6:00 sáng hôm sau                                              |
| Singapore                   | PG           |              |              |              |              |              |              |              |              |              |              |              | PG13         | PG13         | PG13         | NC16         | NC16         | M18     | M18     | M18     | R21     | N/A    | PG13: Từ 10:00 tối đến 6:00 sáng hôm sau M18: Từ 10:00 tối đến 6:00 sáng hôm sau                                              |
| Nam Phi                     | Family       | Family       | Family       | Family       | Family       | PG           | PG           | PG           | PG           | PG           | PG           | PG           | 13           | 13           | 13           | 16           | 16           | 18      | 18      | 18      | 18      | N/A    | |
| Hàn Quốc                    | ALL          | ALL          | ALL          | ALL          | ALL          | ALL          | 7            | 7            | 7            | 7            | 7            | 12           | 12           | 12           | 15           | 15           | 15           | 15      | 19      | 19      | 19      | Exempt | 19: Từ 9:00 sáng đến 1:00 chiều và từ 10:00 tối đến 7:00 sáng hôm sau                                                         |
| Tây Ban Nha                 | TP           | TP           | TP           | TP           | TP           | TP           | 7            | 7            | 7            | 7            | 7            | 12           | 12           | 12           | 12           | 16           | 16           | 18      | 18      | 18      | 18      | N/A    | 18: Từ 10:00 tối đến 6:00 sáng hôm sau                                                                                        |
| Tây Ban Nha                 | ERI          |              |              |              |              |              | 7            | 7            | 7            | 7            | 7            | 12           | 12           | 12           | 12           | 16           | 16           | 18      | 18      | 18      | 18      | N/A    | 18: Từ 10:00 tối đến 6:00 sáng hôm sau                                                                                        |
| Đài Loan                    | 0+           | 0+           | 0+           | 0+           | 0+           | 6+           | 6+           | 6+           | 6+           | 6+           | 6+           | 6+           | 6+           | 6+           | 15+          | 15+          | 15+          | 18+     | 18+     | 18+     | 18+     | N/A    | N/A |
| Đài Loan                    | 0+           | 0+           | 0+           | 0+           | 0+           | N/A          | N/A          | N/A          | N/A          | N/A          | N/A          | 12+          | 12+          | 12+          | 15+          | 15+          | 15+          | 18+     | 18+     | 18+     | 18+     | N/A    | N/A |
| Thái Lan                    | General      | General      | General      | General      | General      | General      | General      | General      | General      | General      | General      | General      | PG 13        | PG 13        | PG 13        | PG 13        | PG 13        | PG 18   | PG 18   | Adults  | Adults  | N/A    | PG 13: Từ 8:30 tối đến 5:00 sáng hôm sau PG 18: Từ 10:00 tối đến 5:00 sáng hôm sau Adults: Từ 12:00 tối đến 5:00 sáng hôm sau |
| Thái Lan                    | Preschool    | Preschool    | Preschool    | Preschool    | Children     | Children     | Children     | Children     | Children     | Children     | Children     | Children     | PG 13        | PG 13        | PG 13        | PG 13        | PG 13        | PG 18   | PG 18   | Adults  | Adults  | N/A    | PG 13: Từ 8:30 tối đến 5:00 sáng hôm sau PG 18: Từ 10:00 tối đến 5:00 sáng hôm sau Adults: Từ 12:00 tối đến 5:00 sáng hôm sau |
| Thổ Nhĩ Kỳ                  | GI           | GI           | GI           | GI           | GI           | GI           | 7+           | 7+           | 7+           | 7+           | 7+           | 7+           | 7+           | 13+          | 13+          | 13+          | 13+          | 18+     | 18+     | 18+     | 18+     | Exempt | |
| Ukraina                     | Unrated      | Unrated      | Unrated      | Unrated      | Unrated      | Unrated      | Unrated      | Unrated      | Unrated      | Unrated      | Unrated      | 12+          | 12+          | 12+          | 12+          | 16+          | 16+          | 18+     | 18+     | 18+     | 18+     | N/A    | |
| Mỹ                          | TV-G         | TV-G         | TV-G         | TV-G         | TV-G         | TV-G         | TV-G         | TV-G         | TV-G         | TV-G         | TV-G         | TV-G         | TV-G         | TV-14        | TV-14        | TV-14        | TV-MA        | TV-MA   | TV-MA   | TV-MA   | TV-MA   | N/A    | TV-14: Không chiếu trước 5:00 chiều TV-MA: Từ 10:00 tối đến 6:00 sáng hôm sau                                                 |
| Mỹ                          | TV-PG        |              |              |              |              |              |              |              |              |              |              |              |              | TV-14        | TV-14        | TV-14        | TV-MA        | TV-MA   | TV-MA   | TV-MA   | TV-MA   | N/A    | TV-14: Không chiếu trước 5:00 chiều TV-MA: Từ 10:00 tối đến 6:00 sáng hôm sau                                                 |
| Mỹ                          | TV-Y         | TV-Y         | TV-Y         | TV-Y         | TV-Y         | TV-Y         | TV-Y7        | TV-Y7        | TV-Y7        | TV-Y7        | TV-Y7        | TV-Y7        | TV-Y7        | TV-14        | TV-14        | TV-14        | TV-MA        | TV-MA   | TV-MA   | TV-MA   | TV-MA   | N/A    | TV-14: Không chiếu trước 5:00 chiều TV-MA: Từ 10:00 tối đến 6:00 sáng hôm sau                                                 |
| Venezuela                   | Todo usuario | Todo usuario | Todo usuario | Todo usuario | Todo usuario | Todo usuario | Todo usuario | Todo usuario | Todo usuario | Todo usuario | Todo usuario | Todo usuario | Todo usuario | Todo usuario | Todo usuario | Todo usuario | Todo usuario | Adulto  | Adulto  | Adulto  | Adulto  | N/A    | |
| Venezuela                   | Supervisado  |              |              |              |              |              |              |              |              |              |              |              |              |              |              |              |              | Adulto  | Adulto  | Adulto  | Adulto  | N/A    | |
| Quốc gia/Độ tuổi            | 0/1          | 2            | 3            | 4            | 5            | 6            | 7            | 8            | 9            | 10           | 11           | 12           | 13           | 14           | 15           | 16           | 17           | 18      | 19      | 20      | 21      | Khác   | Khung giờ phát sóng |

### Hàn Quốc
Từ tháng 8/2012, Bộ Xếp loại truyền thông Hàn Quốc đã mở rộng quy định về việc kiểm duyệt phim ảnh, trong đó bao gồm cả video ca nhạc (MV). Trước đây, khi MV bị đánh giá là có nội dung phản cảm và không được phép phát sóng trên các kênh truyền hình (ví dụ như có yếu tố khiêu dâm, bạo lực, đồng tính...), các ca sĩ Hàn Quốc thường “lách luật” bằng cách đăng tải MV lên các trang video trực tuyến như YouTube. Sau ngày 18/8/2012, mọi MV chỉ được phép đăng lên mạng sau khi đã thông qua sự kiểm duyệt của Bộ Xếp loại truyền thông Hàn Quốc, nếu vi phạm sẽ bị phạt nặng. Theo một báo cáo của Bộ Bình đẳng giới và Gia đình Hàn Quốc (MOGEF), vào năm 2014, đã có tới 2.067 bản MV bị cấm phát hành do chứa các nội dung liên quan đến rượu bia, tiếng lóng, tình dục hay có lời lẽ hoặc hình ảnh có thể gây tổn thương đến người khuyết tật.
Ngoài ra, do lịch sử từng bị Nhật Bản đô hộ nên người Hàn Quốc có tâm lý bài Nhật rất mạnh, và chính phủ Hàn Quốc kiểm duyệt rất khắt khe các bộ phim, video ca nhạc của Nhật Bản. Kiểm duyệt truyền thông Nhật Bản tại Hàn Quốc gồm các đạo luật do chính phủ Hàn Quốc tạo ra để ngăn chặn việc nhập khẩu và phân phối truyền thông từ Nhật Bản. Tính đến năm 2018, Hàn Quốc vẫn còn một số luật hạn chế phát sóng phim ảnh Nhật Bản. Phim truyền hình Nhật Bản và âm nhạc Nhật Bản vẫn bị cấm phát sóng trên truyền hình mặt đất tại Hàn Quốc. Năm 2014, bài hát tiếng Hàn Uh-ee của ban nhạc Hàn Quốc Crayon Pop bị KBS cấm phát sóng vì có từ tiếng Nhật pikapika trong lời bài hát. Năm 2018, nhóm nhạc nữ IZ*ONE có các bài hát tiếng Nhật đã không được phép phát sóng trên truyền hình mặt đất vì nội dung quá đậm tính Nhật Bản, Fuji News Network nhận xét 'sự ghê tởm đối với văn hóa Nhật Bản [tại Hàn Quốc] vẫn còn rất mạnh mẽ'.

### Đức
Tại Đức, tất cả các đài truyền hình phải thông báo Die nachfolgende Sendung ist für Zuschauer unter 16/18 Jahren nicht geeignet trước khi phát sóng một chương trình có nội dung dành cho người lớn. Trong tiếng Việt, nó có nghĩa là: Chương trình tiếp theo không phù hợp với khán giả dưới 16/18 tuổi.

### Thái Lan
Hệ thống phân loại truyền hình được đưa ra vào năm 2006, cùng với hệ thống tương tự cho điện ảnh. Đến tháng 9 năm 2013, hệ thống này được sửa đổi lại.
- Mầm non (ก) - thích hợp với khán giả là trẻ em dưới độ tuổi tiểu học
- Trẻ em (ด) - thích hợp với khán giả từ 5–12 tuổi
- Phổ biến (ท) - thích hợp với đại đa số khán giả nói chung
- PG 13 (๑๓) - thích hợp với khán giả từ đủ 13 tuổi trở lên, tuổi nhỏ hơn phải có sự hướng dẫn của người lớn. Chương trình thuộc nhãn này chỉ được phát sóng từ 8:30 tối hôm trước đến 5:00 sáng hôm sau.
- PG 18 (๑๘) - thích hợp với khán giả từ đủ 18 tuổi trở lên, tuổi nhỏ hơn phải có sự hướng dẫn của người lớn. Chương trình chỉ phát sóng từ 10:00 tối hôm trước đến 5:00 sáng hôm sau.
- Adults (ฉ) - chỉ dành cho người lớn, phát sóng từ 12:00 tối đến 05:00 sáng hôm sau

### Nga
Hệ thống phân loại tại Nga:
- 0+: Mọi độ tuổi

Hệ thống phân loại của Nga

- 6+: Thích hợp với khán giả từ 6 tuổi trở lên
- 12+: Thích hợp với khán giả từ 12 tuổi trở lên
- 16+: Thích hợp với khán giả từ 16 tuổi trở lên
- 18+: Chỉ dành cho người lớn, không phù hợp với trẻ em

### Mỹ
TV-Y – dành cho trẻ em từ 2–6 tuổi
 TV-Y7 – dành cho trẻ em từ 7 tuổi trở lên
 TV-Y7 FV – tương tự TV-Y7 nhưng có thể có thêm những cảnh bạo lực kỳ ảo, hoạt hình (fantasy violence)
 TV-G – Đa số phụ huynh sẽ coi đây là chương trình thích hợp cho mọi độ tuổi
 TV-PG – Cần có sự hướng dẫn của người lớn, một số nội dung có thể không phù hợp với trẻ em
 TV-14 – Một số nội dung có thể không phù hợp với trẻ dưới 14 tuổi
 TV-MA – Chương trình dành cho người lớn, không phù hợp với trẻ dưới 17 tuổi
Một vài chữ viết tắt đi kèm:
- D – Nói bóng gió (suggestive dialogue)
- L – Chửi thề (language)
- S – Gợi dục (sexual content)
- V – Bạo lực (violence)
  - FV – Bạo lực kỳ ảo (fantasy violence)